# Distrito de Pontó
El distrito de Pontó es uno de los dieciséis distritos que pertenece a la provincia de Huari  ubicada en el Departamento de Ancash, bajo la administración del Gobierno regional de Ancash ( Perú).

## Historia
El distrito fue creado el 30 de septiembre de 1943 mediante Ley dada en el primer gobierno del Presidente Manuel Prado Ugarteche.

## Toponimia
Viene de la palabra quechua puntuu = planta en floración.

## Geografía
Tiene una superficie de 118,29 km².

## Capital
La capital del distrito es el centro poblado del mismo nombre.

## Autoridades

### Municipales
ALCALDE 2023-26 PERCY VILLANERA  FIGUEROA NATURAL DE C.P. CONIN
Alcalde actual 2022 Miguel Ángel Jara Mogollón
- 2011-2014[2]
  - Alcalde: Zenobio Raymundo Espinoza, del Movimiento Acción Nacionalista Peruano (MANP).
  - Regidores: Hugo Edwin Soto Sánchez (MANP), Marcial Santiago Vega (MANP), Alejandro Orestes Palhua Ortega (MANP), Daria Jara Silverio (MANP), Clever Floro Vega Penadillo (Unión por el Perú).
- 2007-2010:
  - Alcalde: Héctor Aníbal Quiñones Ortega.